# Jonas Sanker
Jonas Sanker (23 novembre 2002) è un giocatore di football americano statunitense che milita nel ruolo di safety per i New Orleans Saints della National Football League (NFL).

## Carriera universitaria
Nella sua prima stagione a Virginia nel 2021, Sanker fece registrare 5 tackle. Nella settimana 4 della stagione 2022 mise a segno il suo primo intercetto contro Syracuse. Chiuse l'annata con 63 placcaggi, 2 passaggi deviati, un intercetto, un fumble forzato e uno recuperato. Nel 2023 guidò i Cavaliers con 107 tackle, oltre a 11 passaggi deviati, 3 fumble forzati e 2 recuperati. Per le sue prestazioni fu inserito nella formazione ideale dell'Atlantic Coast Conference (ACC), selezione avvenuta anche l'anno successivo.

## Carriera professionistica

### New Orleans Saints
Sanker fu scelto nel corso del terzo giro (93º assoluto) del Draft NFL 2025 dai New Orleans Saints.